# NBL 1990
Die NBL 1990 war die 12. Austragung der australasischen National Basketball League. Die mit vierzehn Teams aus Australien ausgetragene Meisterschaft begann am 30. März 1990 und endete am 28. Oktober 1990. Im Finale konnte sich die Perth Wildcats in der Best-of-three-Serie gegen die Brisbane Bullets in drei Spielen durchsetzen und damit ihren ersten Meistertitel erringen.

## Modus
Jedes Team trägt in der regulären Saison 13 Heim- und Auswärtsspiele aus. Die Spielzeit beträgt 4 × 12 Minuten. Die in der Endtabelle auf den Plätzen 3 bis 6 stehenden Teams qualifizieren sich für das Viertelfinale der Playoffs. Dabei treten der der dritte gegen den sechsten und der vierte gegen den fünften an. Die zwei Sieger ziehen ins Halbfinale ein, wo sie auf die an 1 und 2 gesetzten Teams treffen. In allen Runden gilt der best of three-Modus.

## Mannschaften
| Mannschaft             | Stadt                                  | Austragungsort                 | Plätze | Trainer                |
| ---------------------- | -------------------------------------- | ------------------------------ | ------ | ---------------------- |
| Adelaide 36ers         | Adelaide, South Australia              | Apollo Stadium                 | 3.000  | Don Shipway            |
| Brisbane Bullets       | Brisbane, Queensland                   | Brisbane Entertainment Centre  | 13.500 | Brian Kerle            |
| Canberra Cannons       | Canberra, Australian Capital Territory | AIS Arena                      | 5.200  | Steve Breheny          |
| Eastside Spectres      | Melbourne, Victoria                    | Burwood Stadium                | 2.000  | Brian Goorjian         |
| Geelong Supercats      | Geelong, Victoria                      | Geelong Arena                  | 2.000  | Barry Barnes           |
| Gold Coast Cougars     | Gold Coast, Queensland                 | Carrara Indoor Stadium         | 2.992  | Dave Claxton           |
| Hobart Tassie Devils   | Hobart Tasmania                        | Derwent Entertainment Centre   | 5.400  | Tom Maher              |
| Illawarra Hawks        | Wollongong, New South Wales            | Illawarra Basketball Stadium   | 2.000  | Dave Lindstrom         |
| Melbourne Tigers       | Melbourne, Victoria                    | The Glass House                | 7.200  | Lindsay Gaze           |
| Newcastle Falcons      | Newcastle, New South Wales             | Broadmeadow Basketball Stadium | 2.200  | Ken Cole               |
| North Melbourne Giants | Melbourne, Victoria                    | The Glass House                | 7.200  | Bruce Palmer           |
| Perth Wildcats         | Perth, Western Australia               | Perth Entertainment Centre     | 8.200  | Alan Black, Cal Bruton |
| Sydney Kings           | Sydney, New South Wales                | Sydney Entertainment Centre    | 12.500 | Bob Turner             |
| Westside Saints        | Melbourne, Victoria                    | Keilor Stadium                 | 2.000  | Dean Templeton         |

## Tabelle
Abschlusstabelle nach Ende der Hauptrunde
- Für das Play-off Halbfinale qualifiziert
- Für das Play-off Viertelfinale qualifiziert

| Pl.  | Team                   | Spiele | Siege | Niederlagen | Siegquote | Punkte+ | Punkte- | Punktedifferenz | Heimbilanz | Auswärtsbilanz |
| ---- | ---------------------- | ------ | ----- | ----------- | --------- | ------- | ------- | --------------- | ---------- | -------------- |
| 01.  | North Melbourne Giants | 26     | 20    | 6           | 76,92 %   | 3111    | 2889    | +222            | 10:3       | 10:3           |
| 02.  | Eastside Spectres      | 26     | 18    | 8           | 69,23 %   | 3028    | 2858    | +170            | 10:3       | 8:5            |
| 03.  | Brisbane Bullets       | 26     | 18    | 8           | 69,23 %   | 3053    | 2902    | +151            | 9:4        | 9:4            |
| 04.  | Melbourne Tigers       | 26     | 17    | 9           | 65,38 %   | 3226    | 3018    | +208            | 11:2       | 6:7            |
| 05.  | Perth Wildcats         | 26     | 17    | 9           | 65,38 %   | 2926    | 2791    | +135            | 11:2       | 6:7            |
| 06.  | Sydney Kings           | 26     | 16    | 10          | 61,54 %   | 2819    | 2710    | +109            | 9:4        | 7:6            |
| 07.  | Canberra Cannons       | 26     | 16    | 10          | 61,54 %   | 2918    | 2843    | +75             | 10:3       | 6:7            |
| 08.  | Illawarra Hawks        | 26     | 13    | 13          | 50,00 %   | 3056    | 3094    | −38             | 9:4        | 4:9            |
| 09.  | Adelaide 36ers         | 26     | 12    | 14          | 46,15 %   | 3042    | 2997    | +45             | 9:4        | 3:10           |
| 010. | Geelong Supercats      | 26     | 11    | 15          | 42,31 %   | 3002    | 2997    | +5              | 8:5        | 3:10           |
| 011. | Gold Coast Cougars     | 26     | 9     | 17          | 34,62 %   | 2880    | 2978    | −98             | 6:7        | 3:10           |
| 012. | Hobart Tassie Devils   | 26     | 8     | 18          | 30,77 %   | 2926    | 3149    | −223            | 5:8        | 3:10           |
| 013. | Newcastle Falcons      | 26     | 4     | 22          | 15,38 %   | 2796    | 3135    | −339            | 4:9        | 0:13           |
| 014. | Westside Saints        | 26     | 3     | 23          | 11,54 %   | 2713    | 3135    | −422            | 2:11       | 1:12           |

## Play-offs

### Modus
Die in der Endtabelle auf den Plätzen 3 bis 6 stehenden Teams qualifizieren sich für das Viertelfinale der Playoffs. Dabei treten der der dritte gegen den sechsten und der vierte gegen den fünften an. Die zwei Sieger ziehen ins Halbfinale ein, wo sie auf die an 1 und 2 gesetzten Teams treffen. In allen Runden gilt der best of three-Modus.

### Spiele
|  | Halbfinale | Halbfinale             | Halbfinale     | Halbfinale | Halbfinale |     |                   | Finale           | Finale | Finale | Finale | Finale |
|  |            |                        |                |            |            |     |                   |                  |        |        |        |        |
|  | 1          | North Melbourne Giants | 111            | 131        | 110        |     |                   |                  |        |        |        |        |
|  | 5          | Perth Wildcats         | 121            | 110        | 112        |     |                   |                  |        |        |        |        |
|  | 5          | Perth Wildcats         | 121            | 110        | 112        |     | 3                 | Brisbane Bullets | 106    | 106    | 86     |        |
|  |            |                        |                |            |            |     | 3                 | Brisbane Bullets | 106    | 106    | 86     |        |
|  |            | 5                      | Perth Wildcats | 112        | 90         | 109 |                   |                  |        |        |        |        |
|  | 2          | 5                      | Perth Wildcats | 112        | 90         | 109 | Eastside Spectres | 111              | 119    |        |        |        |
|  | 2          |                        |                |            |            |     |                   | 111              | 119    |        |        |        |
|  | 3          | Brisbane Bullets       | 121            | 120        |            |     |                   |                  |        |        |        |        |

## Individuelle Auszeichnungen
- Most Valuable Player der regulären Saison (Andrew Gaze Trophy): Derek Rucker (Brisbane Bullets)
- Rookie of the Year: Justin Cass (Hobart Tassie Devils)
- Best Defensive Player (Damian Martin Trophy): Leroy Loggins (Brisbane Bullets)
- Coach of the Year (Lindsay Gaze Trophy): Brian Kerle (Brisbane Bullets)
- NBL Most Improved Player: Shane Heal (Geelong Supercats)
- All-NBL First Team:
  - Derek Rucker (Brisbane Bullets)
  - Andrew Gaze (Melbourne Tigers)
  - Leroy Loggins (Brisbane Bullets)
  - Scott Fisher (North Melbourne Giants)
  - Andre Moore (Brisbane Bullets)

- Grand Final Series MVP (Larry Sengstock Medal): Ricky Grace (Perth Wildcats)